# Йован Стаматович-Карич
Йован Стаматович-Карич (14 апреля 1986, Белград, Югославия) — сербский музыкант, режиссер, видеоблогер, сценарист и продюсер. Бывший доцент Новой Академии Искусств в Белграде. С 2019 года — директор продакшн-студии Samira Filming. С 2021 года — ведущий авторского канала на YouTube под названием «JSK», в котором Йован берёт интервью у известных личностей различных сфер деятельности.

## Биография
Йован Стаматович-Карич родился в Белграде. Его родители развелись рано и большую часть детства он провел с бабушкой, дедушкой и дядей в Вршаце. В 1990 году, он вместе с мамой и отчимом уезжает в Москву, где и начинает заниматься музыкой. В 2004 году, к своей отцовской фамилии добавляет фамилию отчима.
В 2001 году поступил на фортепианный факультет Национальной музыкальной академии Украины имени П. И. Чайковского, в класс Т. А. Рощиной.
С 2007 по 2010 учился у А. Б. Любимова в Университете «Моцартеум».
В 2014 году окончил режиссерско-актерский факультет в Белграде в классе Любиши Ристича.

## Музыкальное творчество
Йован Стаматович-Карич выступает в качестве солиста, солиста камерного ансамбля, концертмейстера и с оркестрами в разных странах Европы. В его репертуаре как произведения барочных композиторов, Й. С. Баха, Й. Гайдна, Л. ван Бетховена, Ф. Шопена, Р. Шумана, Й. Брамса, Ф. Мендельсона, С. Рахманинова, А. Хинастеры, Дж. Кейджа, так и современных композиторов В. Сильвестрова, М. Елича, Г. Пелециса, Виталия Вышинского и Алексея Войтенко.
В 2014 году, он создает экспериментальный творческий тандем с актрисой и вокалисткой Аной Софренович, вместе они разрабатывают две новые формы концерта — «Слепой концерт» и «Диалог» — с которыми выступают.
В 2016 году, переводит на сербский язык «Лекцию о ничто» Джона Кейджа и, вместе с группой музыкантов и артистов, при помощи Белградской Филармонии, организует первое исполнение этой пьесы на сербском языке.
С 2018 года играет в спектакле "Судьба Чарли" Белградского театра им. "Душка Радовича".

## Драматическое творчество
С 2012 года ставит спектакли в Сербии — «Есенин» в Русском доме в Белграде, «Милосердный Ангел» о бомбардировках Югославии в 1999 году в КПГТ, «Сон в летнюю ночь» Шекспира в Циглане, «Кислород» по пьесе Вырыпаева в «АКУД Б.Крсманович», «Марию Магдалену» в театре «Балканское новое движение» и другие.
В 2015 году становится соавтором Драгана Живадинова и Михи Туршича в их проекте «Ноордунг :: 1995-2015-2045», который играется раз в десять лет, и в том году проходил в Центре Ноордунга, в Словении.
В 2016 году, в рамках проекта «Живые Пространства» на фестивале-школе современного искусства «Территория» в Москве, по текстам А. Е. Цыпкина ставит спектакль «Ruska Barka», в котором показывалась краткая история России 20-го века. Спектакль игрался в одном из магазинов Леруа Мерлен в Москве.
В 2017 году ставит спектакль «Братья» по пьесе М. Е. Дурненкова, игравшийся в Белграде и участвовал на театральном фестивале «Осенний фестиваль» который организует Э. Кустурица.
В 2016 году, выступил в качестве сценариста, режиссера и продюсера полнометражного фильм «Сквозь облака». На данный момент, фильм находится в фазе постпроизводства.
В конце 2021 года, вместе с танцовщицей и хореографом Марией Обрадович, выпускает авторский проект «Ever since my house burned down i see the moon more clearly».

## Другие проекты
С 2010 по 2017 был художественным руководителем творческого содружества «НК Студия».
С 2015 по 2018 был мастером актёрско-режиссёрского курса в Белградской Новой Академии Искусства.
В 2017 году выступил организатором «БеспринцЫпных чтений в Белграде», где молодые сербские артисты читали произведения А. Е. Цыпкина, А. Снегирева и С. Минаева на сербском языке.
В 2018 году, пишет либретто для оперы «Бардак» в рамках проекта Креативной Европы и Оперосы — «Youth @ Opera».
D 2019 году становится директором продакшн-студии Samira Filming. Самая известная передача которую реализует фирма — Орёл и решка (телепередача)
В начале 2021 года запустил на видеохостинге YouTube шоу «JSK», в котором он берёт интервью у известных людей. На данный на канале вышли четыре передачи — гостями были Марко Видойкович(писатель, активист и ведущий), Виктор Киш(скульптор и продюсер), Иван Тасовац(музыкант и продюсер), Борис Малагурский(режиссер и активист). А так же фильм «Голос спорта», о самых популярных спортивных комментаторах Сербии и их профессии. В своих передачах Йован старается раскрыть со всех сторон гостей и поговорить с ними на темы, на которые до этого с ними никто не говорил.